# Минеева, Татьяна Николаевна
Татья́на Никола́евна Мине́ева (род. 10 августа 1990) — российская легкоатлетка, специалистка по спортивной ходьбе. Выступала за сборную России по лёгкой атлетике в 2008—2011 годах, чемпионка мира среди юниорок, победительница и призёрка первенств всероссийского значения, участница чемпионата мира в Тэгу. Мастер спорта России международного класса.

## Биография
Татьяна Минеева родилась 10 августа 1990 года.
Начала заниматься спортивной ходьбой в возрасте 14 лет, с 2006 года регулярно принимала участие в различных всероссийских стартах. Первое время проходила подготовку под руководством тренера Вадима Кабанова, затем перешла в группу Виктора Чёгина, который в то время работал со многими сильнейшими российскими ходоками.
Первых серьёзных успехов добилась в сезоне 2008 года, когда стала чемпионкой России среди юниорок в ходьбе на 10 км и затем в составе российской сборной одержала победу на юниорском мировом первенстве в Быдгоще.
В 2009 году побеждала почти на всех соревнованиях, в которых принимала участие, в том числе была лучшей в личном зачёте юниорок на Кубке Европы по спортивной ходьбе в Меце.
В 2010 году вышла на взрослый уровень, в ходьбе на 20 км финишировала четвёртой на зимнем чемпионате России, заняла 44-е место на Кубке мира в Чиуауа.
В 2011 году с личным рекордом 1:28:09 победила на чемпионате России в Саранске, превзошла всех соперниц на молодёжном европейском первенстве в Остраве, показала 17-й результат на чемпионате мира в Тэгу.
В 2012 году Минееву уличили в нарушении антидопинговых правил — были обнаружены отклонения показателей крови в биологическом паспорте. Спортсменку отстранили от участия в соревнованиях на два года, а все показанные результаты с 12 июля 2011 года аннулировали, в том числе её лишили звания чемпионки Европы среди молодёжи.
По окончании срока дисквалификации в 2015 году Татьяна Минеева вернулась к соревновательной практике, однако сколько-нибудь значимых результатов больше не показывала — на чемпионатах России в число призёров не попадала и в международных стратах не участвовала.
По окончании сезона 2017 года завершила спортивную карьеру.
За выдающиеся спортивные достижения удостоена почётного звания «Мастер спорта России международного класса».
Работала тренером в спортивной школе олимпийского резерва, проводила занятия по спортивной ходьбе в секции Средней общеобразовательной школы № 13 в Саранске.